# فضای کولموگوروف
در توپولوژی، فضای توپولوژیکی {\displaystyle X} یک فضای {\displaystyle T_{0}} یا فضای کولموگوروف (به انگلیسی: Kolmogorov Space) (به اسم ریاضیدان آندری کولموگوروف نامگذاری شده است) نامیده می شود اگر برای هر جفت از نقاط {\displaystyle X}، حداقل یکی از آن ها دارای همسایگی باشد که دیگری را شامل نشود. در حقیقت در فضایی با خاصیت {\displaystyle T_{0}} تمام نقاط از هم قابل تمیز هستند.